# Schlacht bei Visp
Die Schlacht bei Visp fand in der Nacht vom 22./23. Dezember 1388 statt. Es war die Entscheidungsschlacht im Oberwalliser Freiheitskampf. Dabei kämpften Savoyer gegen Oberwalliser.

## Vorgeschichte
Die Savoyer standen unter der Führung des «roten Grafen» Amadeus VII. Dieser hatte im Jahr der Schlacht bei Visp die Grafschaft Nizza für sich und somit einen Zugang zum Mittelmeer gewinnen können. Nachdem die Savoyer schon seit dem 11. Jahrhundert im Unterwallis ansässig waren und dort wichtige Pässe wie den Grossen St. Bernhard besetzten, begannen sie, im Zuge einer aggressiven Expansionspolitik in Richtung Oberwallis im 13. und 14. Jahrhundert auch den Simplon anzugreifen. Das Oberwallis wurde zu dieser Zeit durch Bischöfe regiert, die die Interessen der Savoyer durchsetzten.
Die dort lebenden Zehnden, deren Autonomie durch die Savoyer eingeschränkt wurde, schlossen sich daraufhin zusammen und schlossen ein Sicherheitsbündnis. Trotz dem gemeinsamen Feind herrschte unter ihnen jedoch keine Einigkeit darüber, wie sie die Verteidigung angehen sollten.
Die Situation spitzte sich zu, als der Bischof von Oberwallis den Grafen Amadeus zum Landeshauptmann ernannte. Dieser begann sofort mit einem Feldzug gegen die rebellischen Zehnden. Er setzte den Ritter Rudolf von Greyerz als strengen Landvogt ein und plante, den Widerstand der Oberwalliser Gemeinden mit Gewalt zu brechen. Im Spätherbst 1388 sammelte er so ein Heer von etwa 8000 Mann, bestehend aus Truppen aus Savoyen, dem Waadtland, dem Saanenland und anderen Regionen, um gegen die widerständigen Gemeinden vorzurücken.

## Verlauf der Schlacht
Kurz vor Weihnachten des Jahres 1388 lagerten die Savoyer nahe Visp. Ihr Ziel war es, die strategisch wichtige Simplonroute zu sichern und den Widerstand der Oberwalliser endgültig zu brechen. Auch wenn sie dabei auf vorbereitete Verteidiger, die in den Tagen vor der Schlacht Waffen hergestellt und Strassen vereist hatten, stiessen, waren die Kräfteverhältnisse klar verteilt: Die Savoyer waren sowohl zahlenmässig als auch was die Kriegsausrüstung betraf weit überlegen. Zudem besassen die Soldaten gegenüber den Oberwalisern, die grösstenteils Bauern waren, viel mehr Kampferfahrung.
In der Nacht vom 22. auf den 23. Dezember, am sogenannten «Mannenmittwoch», nutzten die Oberwalliser die Nachlässigkeit der feindlichen Truppen. Die meisten Savoyer ruhten sorglos in ihren Quartieren, da ein am Vortag ausgehandelter Waffenstillstand bis zum Sonnenaufgang galt. Doch die Oberwalliser interpretierten die Vereinbarung anders: Für sie begann der neue Tag mit der Morgendämmerung, sodass sie noch vor Sonnenaufgang angriffen. Dabei steckten sie die feindlichen Unterkünfte in Brand und überraschten die Savoyer so im Schlaf. Die eisigen Wege erschwerten den Feinden zusätzlich die Flucht und machten sie anfällig für Angriffe. Besonders verheerend wirkten die improvisierten Schlachtwagen, mit denen die Verteidiger in die Reihen der Savoyer vordrangen.
Viele Savoyer wurden bei den kurzen und blutigen Kämpfen erschlagen oder verbrannten in ihren Unterkünften. Etwa 4000 Savoyer sollen in dieser Nacht gefallen sein. Die Überlebenden, darunter auch der Anführer Rudolf von Greyerz, konnten rechtzeitig fliehen, Graf Amadeus selbst hatte nicht an der Schlacht teilgenommen.

## Folgen
Die Schlacht von Visp war ein unerwarteter Erfolg für die schlecht ausgerüsteten, aber entschlossenen Oberwalliser. Sie zerstörten den Mythos der Unbesiegbarkeit des savoyischen Ritterheeres und setzten ein starkes Zeichen für die Unabhängigkeit der Region. Mit der Schlacht von Visp begann 1388 eine neue Ära der Walliser Geschichte: Es entwickelte sich eine unabhängige Zehnden-Demokratie, vorerst noch unter bischöflicher Oberhoheit. Bereits wenige Jahrzehnte nach der Schlacht wurde der «Mannenmittwoch» zum Gedenktag vor Weihnachten, ein Brauch, der über Jahrhunderte erhalten blieb.